# Chieuti
Chieuti – miejscowość i gmina we Włoszech, w regionie Apulia, w prowincji Foggia.
Według danych na rok 2004 gminę zamieszkiwało 1788 osób, 29,8 os./km².